# 愛山廣場

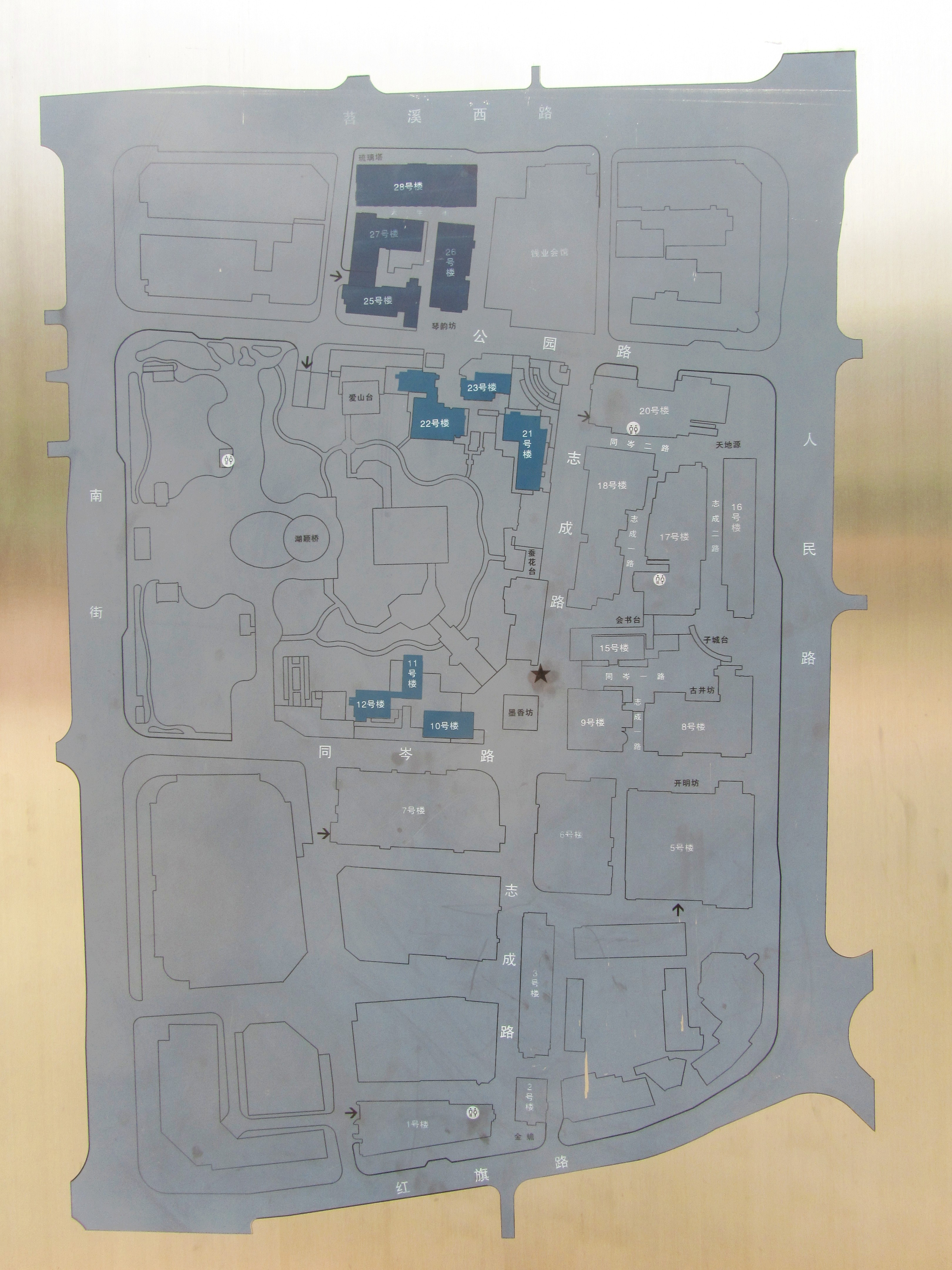
愛山廣場平面圖

愛山廣場為浙江省湖州市市區的一處商業步行廣場，地處湖州城區中心位置，因愛山台而得名。2010年12月21日正式開街。

## 歷史
秦末，項羽據烏程建項王城，稱子城，其舊址在愛山廣場一帶。
西漢初年，烏程縣治自下菰城遷至子城。
三國時期，東吳置吳興郡，子城成為歷代郡、州、路、府治所。
南宋期間，府衙內後花園北隅築台，取蘇東坡遊道場山有詩句「尚愛此山看不足」之句名之「愛山台」，以紀念蘇東坡。其後湖州郡丞汪泰亨所建。「薄暮四眺，則道場一峰，峭拔巉岩，山頂有浮圖，高可數百丈，聳然而峙。煙村雲樹，鬱鬱芊芊，競獻奇於台前。」清時台上有聯：「四水煙波環郡郭，一城花月擁神仙。」
愛山台後歷代多次修葺、重建；民國初期，府衙廢除，原府衙後花園並愛山台一帶辟為湖州第一公園，子城內辟同岑路、志成路，成為湖州商業中心，延續至今。
1928年，改建爲吳興公園，1955年，改稱人民公園。1998年，拆愛山街，在公園西側擴建2萬平方米，建成中心廣場，人民公園成廣場的一部分。:425

## 開發改造
2001年，中心廣場作爲首屆湖筆文化節主場，再次擴建，建湖穎橋和兩座湖筆亭。2003年，更名爲「愛山廣場」。
2008年至2010年，在延續街巷肌理、公園格局的基礎上，愛山廣場片區進行大規模改造。項目東至人民路，西至南街，南至紅旗路，北至苕溪西路，分為步行商業區、主力商鋪區、休閒餐飲區和公園綠地四個區塊；項目總投資16億元，占地19公頃，建築面積14.5萬平方米，其中地上建築10萬平方米，地下建築4.5萬平方米,設機動車位約500個；項目保留了愛山台、錢業會館、民國吳興縣辦公舊址等古跡及歷史建築，移回明代府衙石獅，並對改造工程中發掘的原唐宋子城城牆、城門基礎進行保護與展示。

## 圖庫

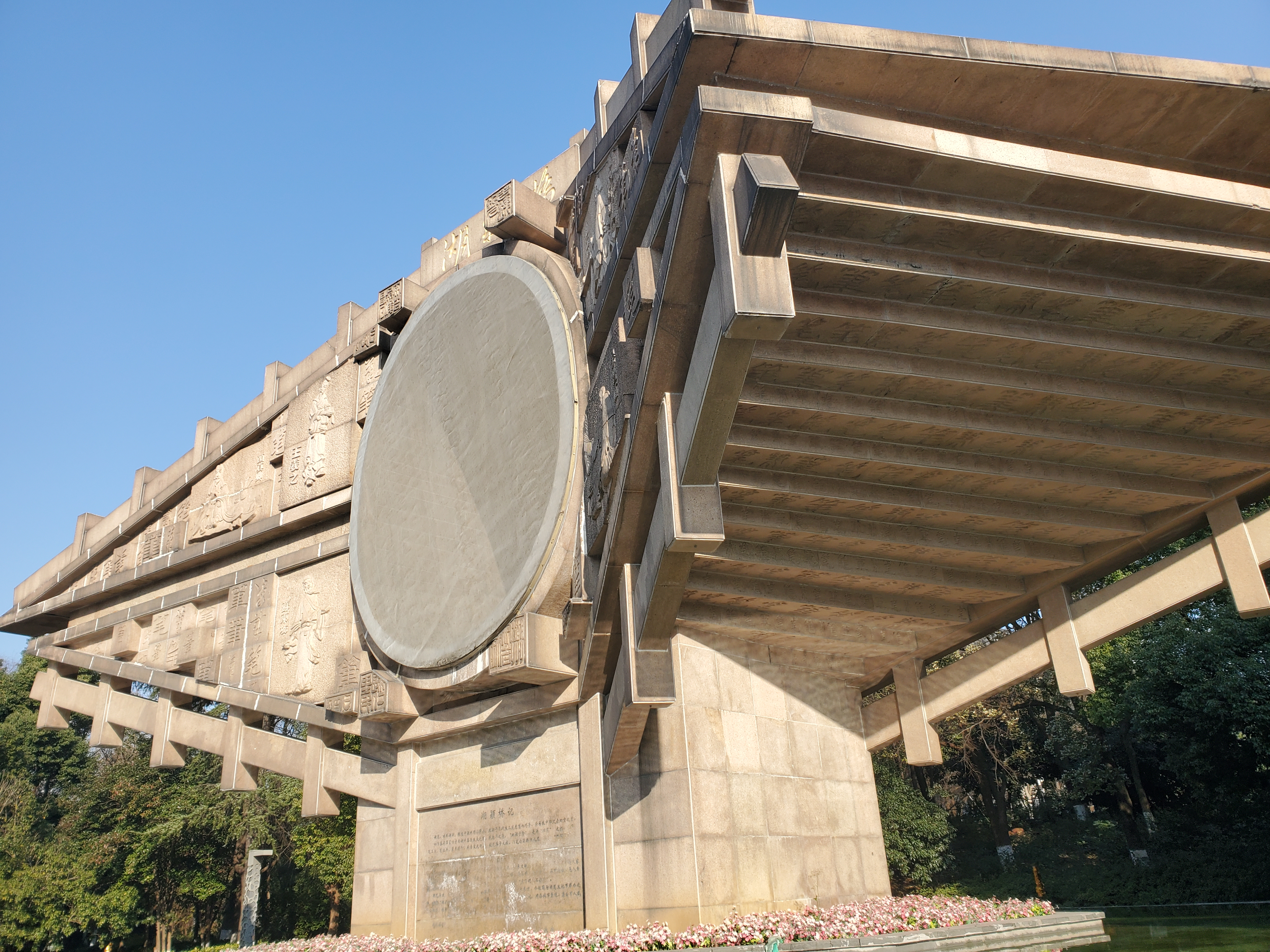
湖穎橋
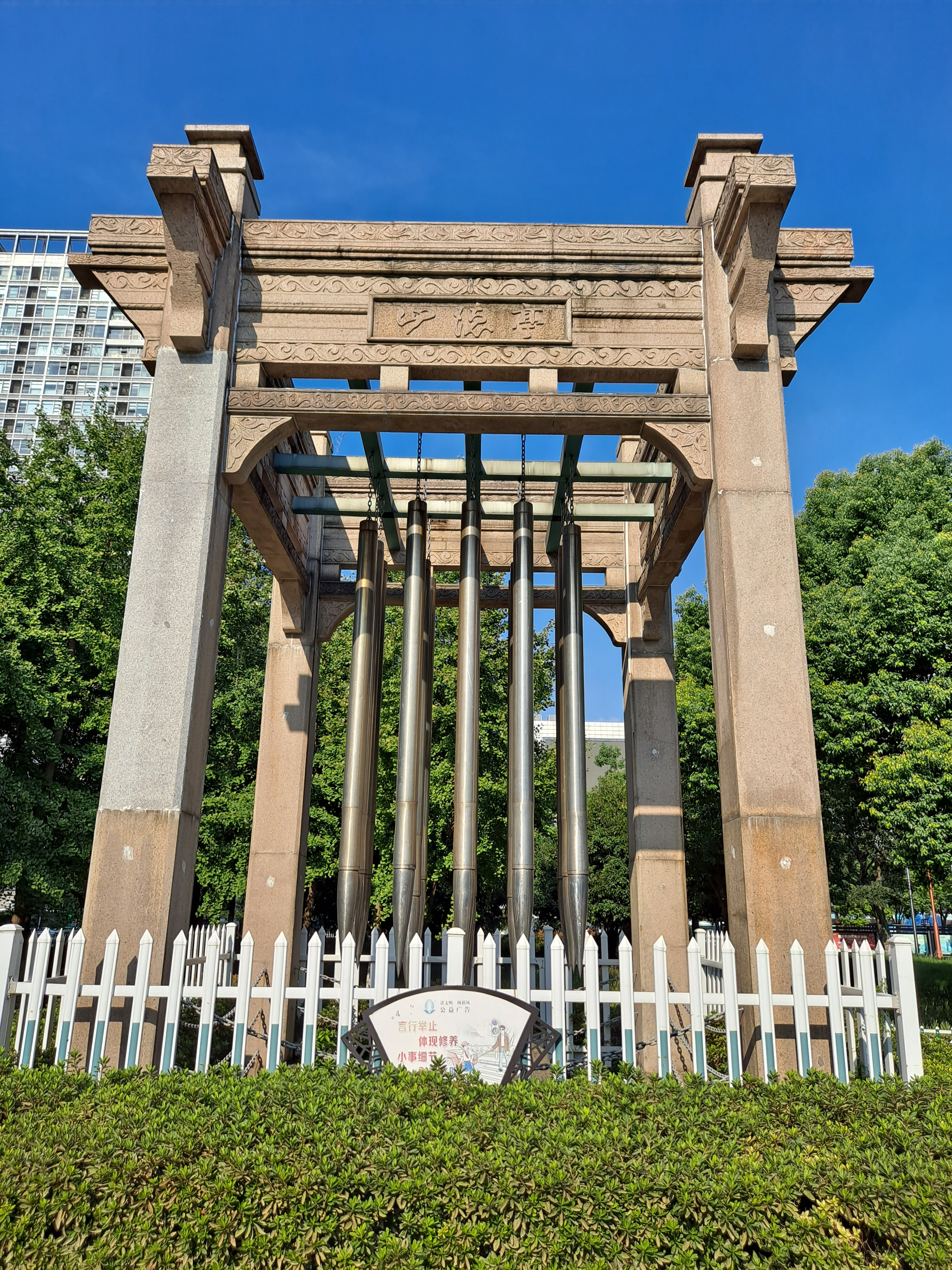
湖筆亭
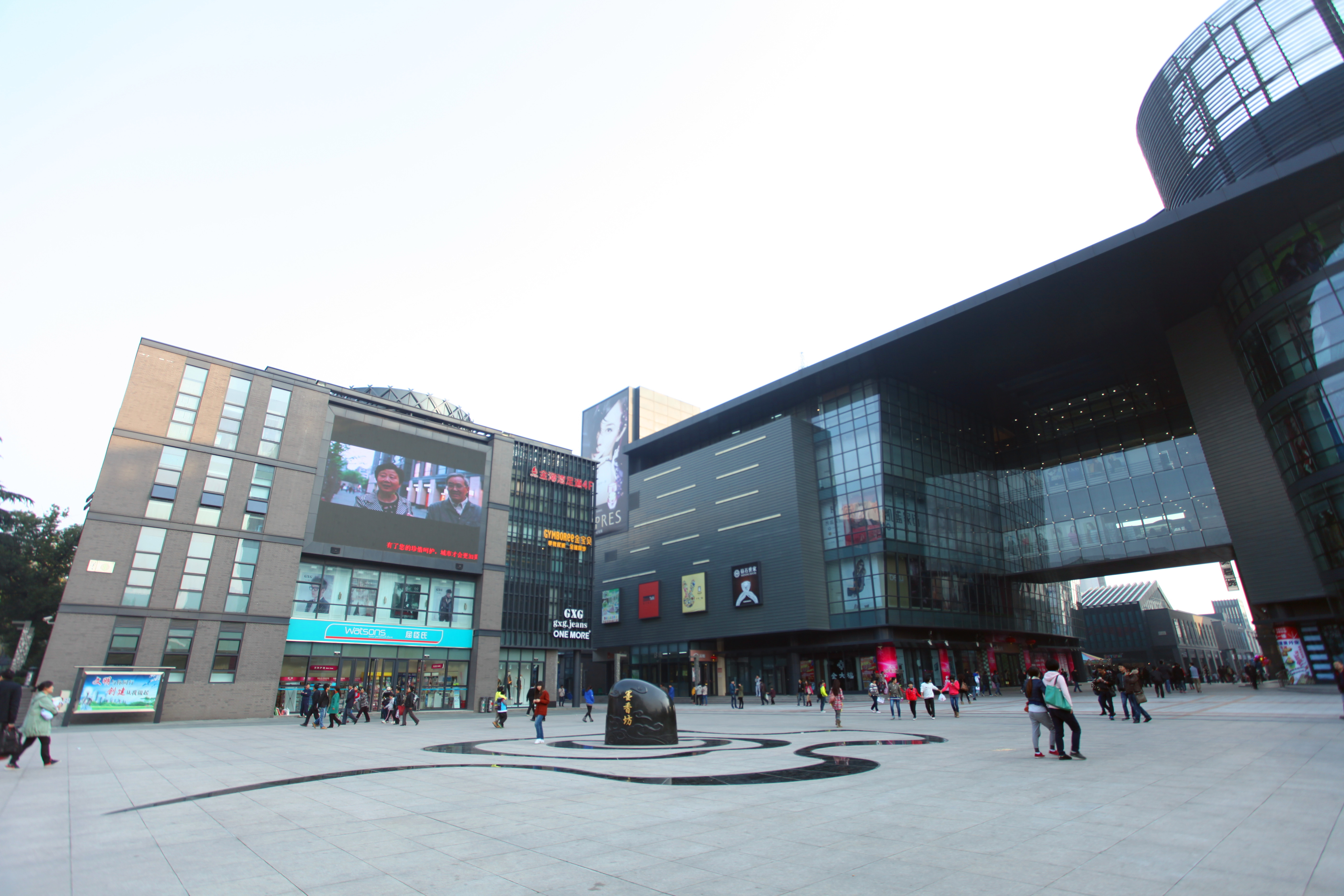
墨香坊